# جائزة بي سي هوفت
جائزة بي سي هوفت - P.C. Hooft-prijs هي جائزة أدبية هولندية في مجال اللغة الهولندية.
تأسست جائزة PC Hooft في عام 1947 بمناسبة الاحتفال بالذكرى 300 لوفاة المؤرخ والشاعر الهولندي بيتر كورنيليزون هوفت. وهي الآن من أشهر الجوائز الادبية في هولندا وتبلغ قيمة الجائزة مبلغ 60 ألف يورو.

## الفائزون
- 1947 - أموني فان هيرسولتي
- 1947 - آرثر فان شندل
- 1948 - برام همشير
- 1949 - خيريت أشتربيرغ
- 1950 - سايمون فستديك
- 1951 - إدوارد يان ديكسترهويس
- 1952 - يكوب كورنيليس بلوم
- 1953 - فرديناند بورديفيك
- 1954 - ال جيه روجير
- 1955 - أدريان رولاند هولست
- 1956 - آنا بلامان
- 1957 - بيتر غيجل
- 1958 - بيير كيمب
- 1959 - لم تمنح
- 1960 - فيكتور إي فان فانسلاند
- 1961 - HWJM Keuls
- 1962 - ثيون دي فريس
- 1963 - فان دير مير
- 1964 - ليو فرومان
- 1965 - لم تمنح
- 1966 - انطون فان دونكيرك
- 1967 - لوسبرت
- 1968 - جيرارد كورنيليس فان هيت ريف
- 1969 - لم تمنح
- 1970 - جيريت كووينار
- 1971 - ويليم فريدريك هيرمانز
- 1972 - هابيل هرتسبرغ
- 1973 - هندريك دي فريس
- 1974 - سيمون كارميغيلت
- 1975 - رودي كوسبروك
- 1976 - رمكو كامبرت
- 1977 - هاري موليسش
- 1978 - كورنيليس فيرهوفن
- 1979 - إيدا غيرهاردت
- 1980 - فيليم براكمان
- 1981 - كاريل فان هيت ريف
- 1982 - م. فاساليس
- 1983 - هيلا هاس
- 1984 - لم تمنح
- 1985 - لم تمنح
- 1986 - لم تمنح
- 1987 - هوغو براندت كورستيوس
- 1988 - روتجر كوبلاند
- 1989 - جان وولكرز
- 1990 - Kees Fens
- 1991 - إليزابيث ايبرز
- 1992 - انطون كولهاس
- 1993 - جيريت كومريج
- 1994 - J. Bernlef
- 1995 - ألبرت ألبرتس
- 1996 - K. Schippers
- 1997 جوديث هرتسبرغ]]
- 1998 - FB Hotz
- 1999 - آرثر لينينج
- 2000 - إيفا جيرلاش
- 2001 - جيريت كرول
- 2002 - سيم دريسدن
- 2003 - [[سمو تير بالكت
- 2004 - Cees Nooteboom
- 2005 - فريديريك باستت
- 2006 - HC ten Berge
- 2007 - مارتن بيشوفيل
- 2008 - أبرام دي سوان
- 2009 - هانز فرهاخن
- 2010 - شارلوت موتسيرس
- 2011 - هينك هوفلاند
- 2012 - تونوس أوسترهوف
- 2013 - فان دير هيجدن
- 2014 - Willem Jan Otten
- 2015 - آنكي براسينجا
- 2016 - أستريد رومر
- 2017 - باس هيجن
- 2018 - ناتشوم وينبيرج
- 2019 - مارجا مينكو
- 2020 - مكسيم فبراير
- 2021 -

## الروابط الخارجية
- الموقع الرسمي للجائزة على الانترنيت نسخة محفوظة 28 ديسمبر 2012 على موقع واي باك مشين.